# Temporada 2007-08 da PSL
A Premier Soccer League 2007-2008 foi a 12º edição da Premier Soccer League, principal competição de futebol da África do Sul. A liga teve a participação de 16 clubes.
O Supersport United foi o campeão, conquistando, com o Ajax Cape Town segundo. 